# 台灣基督宗教大學校院聯盟
台灣基督宗教大學校院聯盟(Taiwan Christian Universities and Colleges Alliance，TaiCUCA) 成立起源於台灣高等教育環境快速變遷，台灣各基督宗教大學校院為加強合作，以促進基督宗教高等教育之發展，特成立此聯盟，該聯盟並於2006年5月22日舉行成立大會，並由各會員學校董事長及校長簽署章程。

## 聯盟成員

### 宗教教義研修機構
- 三育基督學院
- 聖德基督學院
- 輔仁聖博敏神學院

### 大專院校
- 中原大學
- 文藻外語大學
- 東海大學
- 長榮大學
- 真理大學
- 耕莘健康管理專科學校
- 馬偕醫學大學
- 馬偕醫護管理專科學校
- 基督教台灣浸會神學院
- 聖母醫護管理專科學校
- 聖約翰科技大學
- 臺北基督書院
- 輔仁大學
- 靜宜大學
- 中華福音神學研究學院
- 台灣神學研究學院
- 崇仁醫護管理專科學校